# Karin I ibn Xahriyar
Karin I ibn Xahriyar fou ispahbad bawàndida de Tabaristan.
Els dominis bawandides havien caigut en mans del karínida Mazyar ibn Karin vers el 826. Però Mazyar aviat es va enfrontar amb Abd Allah Abu l-Abbas ibn Tahir (828-845) el governador de Khurasan, i aquest darrer va rebre el suport de Karin ibn Xariyar, germà del darrer ispahbad Sapor (Shapur) ibn Xahriyar i quan el 839 Mazyar fou enderrocat, va ser restaurat als seus antics dominis pels tahírides (Karin I ibn Shahriyar). El 842 es va convertir a l'islam. Karin ibn Xariyar va donar suport al governador tahírida de Tabaristan Sulayman ibn Tahir, contra el da'i (missioner) alida Hasan ibn Zayd (864) però fou derrotat en batalla en la qual va morir el seu germà Djafar ibn Shariyar, i el país fou devastat. Va haver de jurar lleialtat a l'alida el 866 i enviar als seus fills Surkhab i Mazyar com a ostatges a la cort alida, però no va trigar a trair el jurament (867) i el 868 va haver de fugir a Kumis. Segons al-Tabari va establir relacions amb els alides fins i tot amb matrimonis entre les dues famílies.